# Глюкозаминилмурамилдипептид
Глюкозаминилмурамилдипептид — аналог минимального биологически активного фрагмента пептидогликана клеточной стенки всех известных бактерий.

## Фармакологические свойства
Глюкозаминилмурамилдипептид (ГМДП) представляет собой основную структурную единицу пептидогликана клеточной стенки бактерий. Воздействует на клетки врождённой иммунной системы, связываясь со специфическим рецептором NOD2. Вызывает стимуляцию эффекторных функций фагоцитов (фагоцитоз, синтез активных форм кислорода, активность лизосомальных ферментов, презентация антигенов) и продукцию провоспалительных цитокинов, в свою очередь, индуцирующих пролиферацию, активацию и дифференцировку клеток приобретённого иммунитета — Т- и В-лимфоцитов. Через усиление продукции колониестимулирующих факторов индуцирует лейкопоэз. В результате действия препарата происходит активация всех звеньев иммунной системы с усилением противоинфекционного и противоопухолевого иммунитета.
После перорального введения быстро всасывается в кровь. Максимальная концентрация в плазме неизменного ГМДП выявляется через 4 часа. Биодоступность составляет около 7-13 %. Полностью метаболизируется через 8 часов. Продукты метаболизма обнаруживаются в кровотоке в течение 12 часов и выводятся, главным образом, через почки с мочой. По степени воздействия на организм Глюкозаминилмурамилдипептид относится к малоопасным веществам (4 класс опасности по ГОСТ 12.1 007-76). Препарат не обладает тератогенным и мутагенным эффектом. Не оказывает местнораздражающего и сенсибилизирующего действия.

## Научные статьи
1. Андронова Т. М. Экспериментальное изучение иммуномодулирующего действия глюкозаминилмурамилдепептида (ГМДП). Влияние ГМДП на гуморальный иммунный ответ// Иммунология, 1988, № 6, С. 34-37.
2. Андронова Т. М. Иммуностимулирующее действие мурамилдепептида, глюкозаминилмурамилдипептида и их синтетических производных в системе in vitro// Антибиотики и химиотерапия, 1989, № 8, С. 586—589.
3. Андронова Т. М. Иммунотерапия инфекционных послеоперационных осложнений с помощью нового иммуностимулятора гликопина// Иммунология, 1994. № 2, С.47-50.
4. Андронова Т. М. Ликопид (глюкозаминилмурамилдипептид) — новый отечественный высокоэффективный иммуномодулятор для лечения и профилактики заболеваний, связанных со вторичной иммуннологической недостаточностью// Иммунология, 1996. № 2, С.4-6.
5. Иванов В. Т., Хаитов Р. М., Андронова Т. М., Пинегин Б. В. Ликопид (глюкозаминилмурамилдипептид) — новый отечественный высокоэффективный иммуномодулятор для лечения и профилактики заболеваний, связанных со вторичной иммунологической недостаточностью// Иммунология, 1996, 2, 4-6.
6. Несмеянов В. А. Механизм действия и клиническая эффективность иммуномодулятора глюкозаминилмурамил дипептида (ликопида)// Клинич. медицина, 1997, Т.75, № 3, С. 11-15.
7. Несмеянов В. А. Глюкозаминилмурамоилпептиды: на пути к пониманию молекулярного механизма биологической активности// International Journal of Immunorehabilitation, 1998, 10, 19-29.
8. Гурьянова С. В., Андронова Т. М., Сафонова Н. Г. Использование N-ацетилглюкозаминил-N-ацетилмурамил-L-аланил-D-изоглутамина в качестве адъюванта в иммунизации in vitro с целью получения моноклональных антител к пептиду IL-1 β (163—171)// Биотехнология, 1991, № 6, С.23-25.
9. Гурьянова С. В., Козлов И. Г., Мещерякова Е. А., Алексеева Л. Г., Андронова Т. М. Глюкозаминилмурамилдипептид нормализует баланс Тh1/Th2 при атопической бронхиальной астме // Иммунология. — 2009. — № 5. — С. 305—308.
10. Козлов А. Ю., Климова Р. Р., Шингарова Е. В. и др. Сравнительный анализ адьювантных свойств глюкозаминилмурамилдипептида и гена цитокина гранулоцитмакрофагколониестимулирующего фактора при ДНК-иммунизации против вируса простого // Молекулярная биология, 2005, Т. 39, № 3 , С.504-512.
11. Колесникова Н. В., Коков Е. А., Андронова Т. М. и др. Регуляция мурамилдипептидами синтеза иммуноглобулина Е в эксперименте и клинике// Российский аллергологический журнал, 2008, № 5. С. 48-54.
12. Колесникова Н. В., Кулагина М. Г., Никулин Л. А. и др. Иммунокоррекция ликопидом нарушений фагоцитарной и микробицидной функций нейтрофильных гранулоцитов у новорожденных с дыхательными расстройствами, находящихся на длительной искусственной вентиляции лёгких// Иммунология № 3 2004 с.155-158.
13. Колесникова Н. В., Мустафа М., Никулин Л. А. Иммунотропные эффекты ликопида при нарушениях микробицидной функции нейтрофилов новорожденных с диабетической фетопатией// Педиатрия, 2006, № 1, С. 79-83.
14. Малявин А. Г. ОБЗОР ВОЗМОЖНОСТЕЙ ИСПОЛЬЗОВАНИЯ ПРЕПАРАТА ЛИКОПИД В ПУЛЬМОНОЛОГИЧЕСКОЙ И ФТИЗИАТРИЧЕСКОЙ ПРАКТИКЕ. Терапия. 2020. Т. 6. № 5 (39). С. 174—186.
15. Буркин А. В., Свистушкин В. М., Никифорова Г. Н., Духанин А. С. Глюкозаминилмурамилдипептид в терапии инфекционных заболеваний респираторного тракта. Вестник оториноларингологии. 2019, Т. 84, № 6, с. 118—131.
16. Макацария А. Д., Бицадзе В. О., Хизроева Д. Х., Викулов Г. Х., Гомберг М. А., Хрянин А. А. Эффективность и безопасность глюкозаминилмурамилдипептида в лечении заболеваний, ассоциированных с вирусом папилломы человека: систематический обзор. Акушерство, гинекология и репродукция. 2019. Т.13, № 2, с. 132—154.
17. Li C.G., Kumar S., Ledger P.W. et al. Glucosaminylmuramyldipeptide (GMDP) modulates endothelial cell activities in vitro but has no effect on angiogenesis in vivo// Inflamm. Res., 1997, V.46, P. 348—353.
18. Meshcheryakova E, Makarov E, Philpott D, Andronova T, Ivanov V. Evidence for correlation between the intensities of adjuvant effects and NOD2 activation by monomeric, dimeric and lipophylic derivatives of N-acetylglucosaminyl-N-acetylmuramyl peptides. Vaccine. 2007 Jun 6;25(23):4515-20. doi: 10.1016/j.vaccine.2007.04.006.
19. "Synthetic Immunostimulants Derived from the Bacterial Cell Wall."Journal of Medicinal Chemistry 23 (1980): 819—825.
20. Lederer E. Immunomodulation by muramylpeptides: recent developments // Clin. Immun. Newslett. — 1982. — V. 3. — P.83-86.
21. Lederer E. Natural and synthetic immunomodulators derived from mycobacterial wall// Advances in Immunomodulation / ed. Bizzini B., Bonmassar E. — Roma-Milan: Pythagora press, 1988. — P.9-36.